# Viktoriahaus (Dresden)

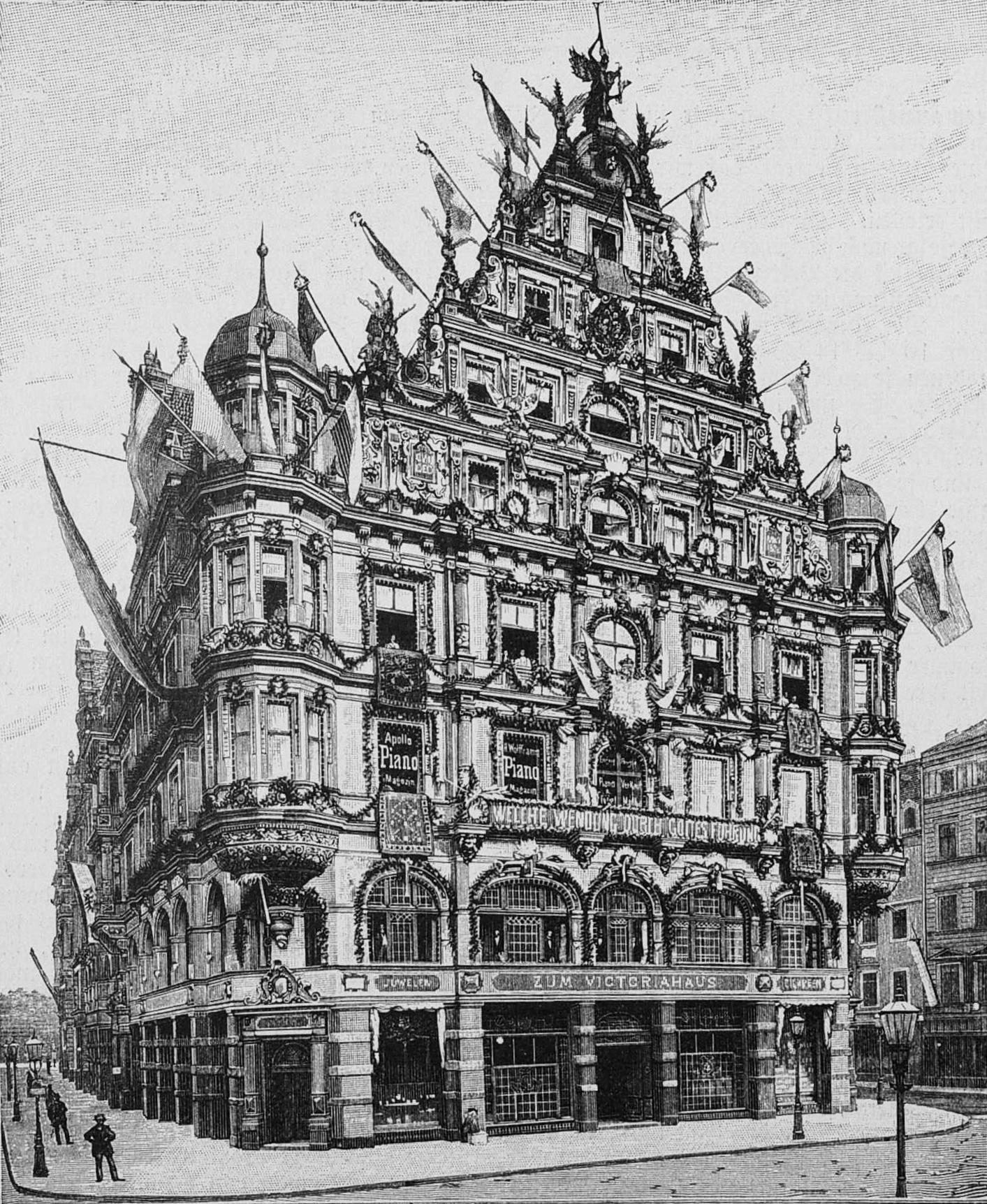
Anlässlich des Sedantags 1895 war das Viktoriahaus festlich geschmückt.

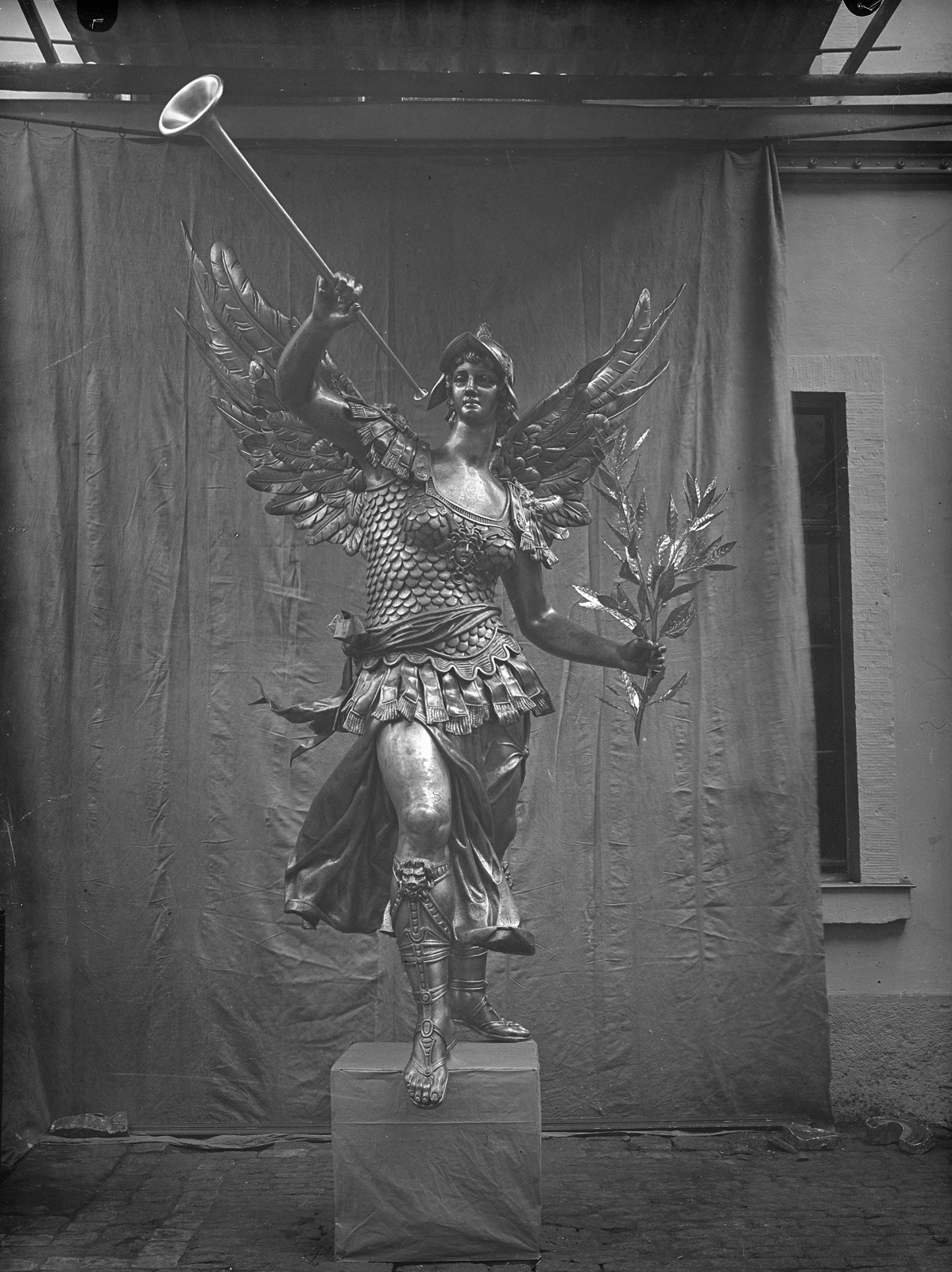
Skulptur der Victoria

Das Viktoriahaus, zeitgenössisch auch Victoriahaus, in Dresden war ein repräsentatives Wohn- und Geschäftshaus, das 1891–1892 im Auftrag des königlich sächsischen Hofjuweliers Heinrich Mau im Stil der Neorenaissance erbaut und im Zweiten Weltkrieg zerstört wurde.
Das Gebäude stand am Ring, an der Grenze zwischen Innerer Altstadt und Seevorstadt, zwischen der Friedrichsallee (heute Dr.-Külz-Ring) und der Waisenhausstraße an der Kreuzung mit der Seestraße bzw. Prager Straße. Seinen Namen bekam das Haus nach dem zuvor auf diesem Grundstück stehenden, 1850–1851 erbauten Victoria-Hotel.
Für den Bau des Viktoriahauses wurde 1890 ein Architektenwettbewerb durchgeführt, zu dem 51 Entwürfe eingereicht wurden. Der mit dem 1. Preis in Höhe von 3.000 Mark prämierte Entwurf der Architekten Friedrich Reuter und Theodor Fischer war stilistisch an die Bauten des Dresdner Barocks angelehnt – und damit nicht nach dem Geschmack des Bauherrn. Ohne einen der anderen Wettbewerbsentwürfe zu berücksichtigen, beauftragte Mau die Architekten William Lossow und Hermann Viehweger mit einem Entwurf, der der Renaissance-Architektur des Braunschweiger Gewandhauses nachempfunden war und damit stilistisch eher dem königlichen Residenzschloss nahestand.
Die Fassaden des fünfgeschossigen Baus bestanden aus Alt-Warthauer Sandstein, waren reich verziert und besaßen mehrere Giebel und Erker. An der Hauptfront befand sich eine Merkur-Statue; der Giebel zur Prager Straße wurde von einer vier Meter hohen Viktoria-Statue des Bildhauers Hugo Spieler bekrönt.
Bei den Luftangriffen im Februar 1945 wurde das Viktoriahaus getroffen und brannte aus. In der Folge wurde die Ruine abgerissen. Auf dem ehemaligen Grundstück befindet sich heute die Straßenbahn- und Bus-Haltestelle Prager Straße.